# Anthony Mandrea
Anthony Mandrea (Grasse, 25 december 1996) is een Frans voetballer die als doelman speelt. Hij verruilde OGC Nice in juli 2016 voor Angers SCO.

## Clubcarrière
Mandrea komt uit de jeugdacademie van OGC Nice. Hij debuteerde voor OGC Nice op zestienjarige leeftijd in de Ligue 1 op 3 november 2013 tegen Girondins Bordeaux. Hij viel na 51 minuten in voor de geblesseerde David Ospina. Acht minuten later verdubbelde Ludovic Obraniak de score voor Bordeaux. In het laatste kwartier scoorde Dario Cvitanich nog de aansluitingstreffer, die geen invloed meer had op het resultaat.
1 Bernardoni ·
3 Doumbia ·
4 Pavlović ·
5 Mangani ·
6 Ebosse ·
7 Alioui ·
8 Traoré  ·
9 Diony ·
10 Fulgini ·
11 Cabot ·
12 Ould Khaled ·
13 Boufal ·
14 Coulibaly ·
15 Capelle ·
16 Butelle ·
18 Amadou ·
19 Bahoken ·
20 Thioub ·
21 Cho ·
23 Bobichon ·
24 Thomas ·
25 Bamba ·
27 Pereira Lage ·
28 El Melali ·
29 Manceau ·
30 Petković ·
31 Pape Diaw ·
32 Touré ·
37 Bemanga ·
Loucif ·
Coach: Moulin